# Episodi di A scuola con l'imperatore (seconda stagione)
La seconda e ultima stagione della serie animata A scuola con l'imperatore (The Emperor's New School) è stata trasmessa in prima visione negli Stati Uniti d'America dal 23 giugno 2007 al 20 novembre 2008 sul canale Disney Channel.
| nº | Titolo originale                                  | Titolo italiano                                               | Prima TV USA      | Prima TV Italia |
| -- | ------------------------------------------------- | ------------------------------------------------------------- | ----------------- | --------------- |
| 1  | The Emperor's New Tuber - Room for Improvement    | Il festival della portata - Kronk a noleggio                  | 23 giugno 2007    |                 |
| 2  | Cool Summer - The Prisoner of Kuzcoban            | Pollastre e Giurassici - Pigiama Lama                         | 30 giugno 2007    |                 |
| 3  | Ramon's a Crowd - Guakumentary                    | Il roseo dello Scorpione - Guakumentario                      | 7 luglio 2007     |                 |
| 4  | Show Me the Monkey - Demon Llama                  | Kuzco scalata - Lama demone                                   | 21 luglio 2007    |                 |
| 5  | Picture This! - TV or not TV                      | La capsula del tempo - Arriva la televisione                  | 4 agosto 2007     |                 |
| 6  | Kuz-cop - How Now Sea Cow                         | Kuzcontrollo - Mucche di mare                                 | 2 settembre 2007  |                 |
| 7  | A Fair to Remember - Working Girl                 | L'appuntamento perfetto - La lavoratrice                      | 15 ottobre 2007   |                 |
| 8  | Curse of the Moon Beast - Aw, Nuts!               | La maledizione della bestia lunare - Un giorno da scoiattolo  | 22 ottobre 2007   |                 |
| 9  | Emperor's New School Spirit - Card Wars           | Spirito scolastico - Alla moda delle mode                     | 5 novembre 2007   |                 |
| 10 | Mudka's Secret Recipe - Emperor's New Home School | La ricetta segreta di Mudka - La nuova scuola dell'Imperatore | 19 novembre 2007  |                 |
| 11 | The Emperor's New School Musical                  | Il nuovo musical dell'imperatore                              | 3 dicembre 2007   |                 |
| 12 | A Giftmas Story                                   | La storia di Donatale                                         | 10 dicembre 2007  |                 |
| 13 | No Man Is An Island - Vincent Van Guaka           | Al centro dell'attenzione - Troppo realismo                   | 14 gennaio 2008   |                 |
| 14 | Air Kuzco - Kronkenitza                           | Il divo dello sport - Kronkenitza                             | 28 gennaio 2008   |                 |
| 15 | Come Fly With Me - Project Poncho                 | L'orologio del tempo - Progetto Poncho                        | 4 febbraio 2008   |                 |
| 16 | Citizen Kronk - The Pajama Llama Dilemma          | Il cittadino Kronk - Pic-nic da sogno                         | 3 marzo 2008      |                 |
| 17 | Yzma Be Gone - Last Ditch Effort                  | Il segreto di Flit - La decima assenza                        | 24 marzo 2008     |                 |
| 18 | The Good, the Bad and the Kronk - Mudka's #13     | Il buono, il cattivo e Kronk - Mudka #13                      | 7 aprile 2008     |                 |
| 19 | Auction Action - The Astonishing Kuzco-Man        | Asta, asta - L'incredibile Kuzco-Man                          | 21 aprile 2008    |                 |
| 20 | Guaca Rules                                       | Il falso Imperatore                                           | 5 maggio 2008     |                 |
| 21 | Malina's Big Break - Hotel Kuzco                  | La grande occasione di Malina - Hotel Kuzco                   | 22 maggio 2008    |                 |
| 22 | Father O Mine - Everybody Loves Kuzco             | Il padre di Kuzco - Tutti amano Kuzco                         | 12 giugno 2008    |                 |
| 23 | Puff Piece - Take My Advice                       | La casa degli sformatini - Torna a casa Yzma                  | 10 luglio 2008    |                 |
| 24 | Yzbot - The Puma Whisper                          | Yzbot - L'uomo che sussurrava alle capre                      | 31 luglio 2008    |                 |
| 25 | Kronk the Magnificent - Camp Kuzco                | Kronk il Magnifico - Il campo Kuzco                           | 21 agosto 2008    |                 |
| 26 | Groove Remover - Overachiever's Club              | Sapone anti-fascino - Benefici della beneficenza              | 11 settembre 2008 |                 |
| 27 | Emperor's New Show - Too Many Malinas             | Il nuovo show dell'Imperatore - Una, nessuna, cento Malina    | 18 settembre 2008 |                 |
| 28 | Faking the Grade - Eco Kuzco                      | Scambio di pagelle - Eco-Kuzco                                | 2 ottobre 2008    |                 |
| 29 | Kuzcokazooza - Kuzco's Little Secret              | Kuzco la star del rock - Il piccolo segreto di Kuzco          | 23 ottobre 2008   |                 |
| 30 | Cornivale                                         | Granturcale                                                   | 6 novembre 2008   |                 |
| 31 | Graduation Groove                                 | Kuzco Imperatore                                              | 20 novembre 2008  |                 |